# Wandse
El Wandse (també anomenat Eilbek, Eilbekkanal, Rahlau, Mühlenstrom o Mühlenbek) és un afluent de l'Alster als estats d'Hamburg i de Slesvig-Holstein a Alemanya.
Neix al municipi de Siek, tot i que la font veritable encara no s'ha descobert. La darrera part canalitzada al segle xix des del carrer Maxstrasse es diu Eilbekkanal, després esdevé Kuhmühlenteich (pantà del molí de la vaca) i finalment Mundsburger Kanal, uns centenars de metres més lluny a l'Aussenalster.
La vall del Wandse va crear-se fa uns 15.000 anys quan les glaceres de la darrera edat glacial van fondre's. A l'inici, el llit va ser molt més ample. A poc a poc quan les quantitats d'aigua de fosa van minvar, el riu va prendre el seu llit actual més estret.

## Història

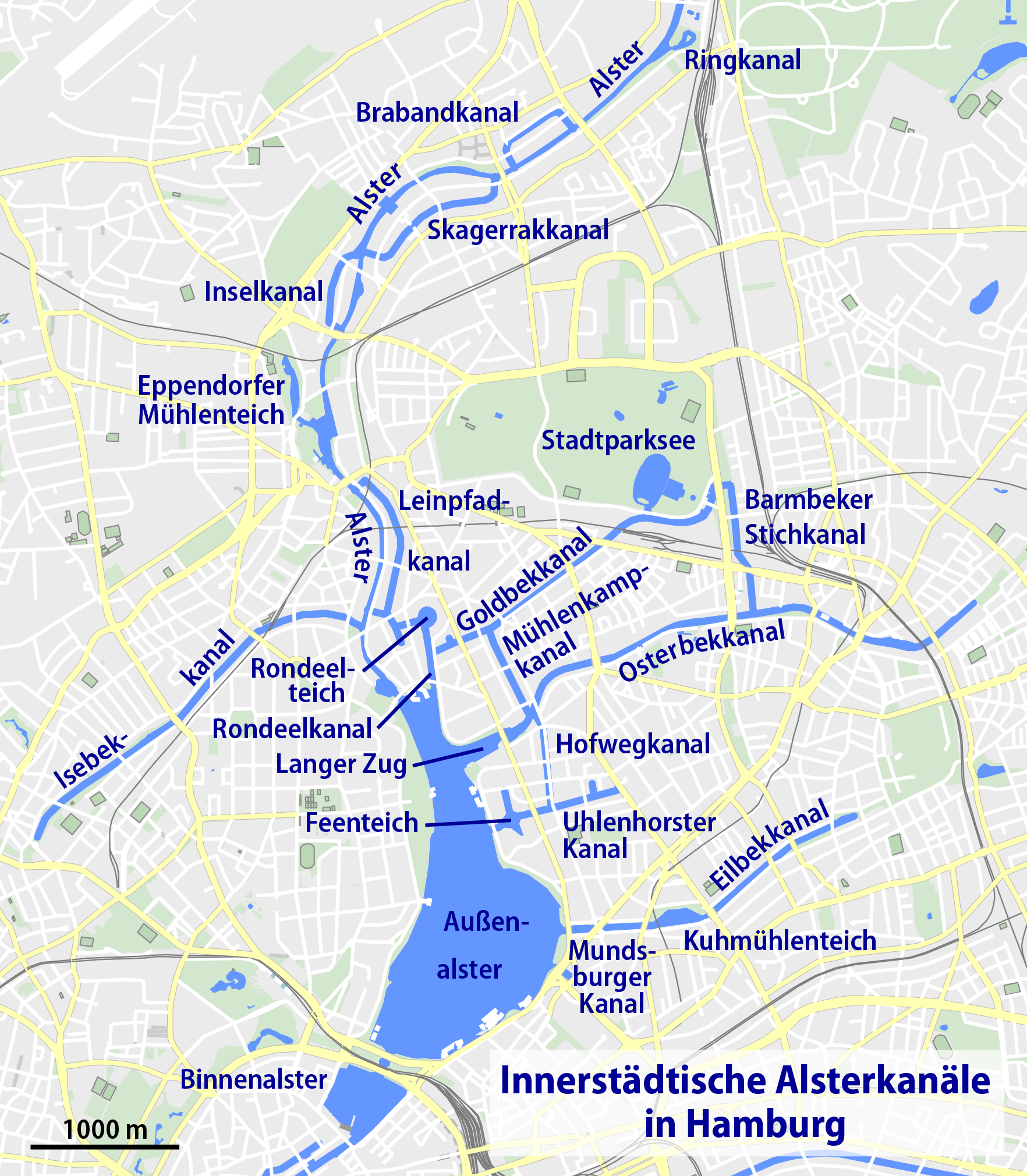
Mapa de les vies navegables al centre d'Hamburg

Des de l'any 1854 l'obra per transformar el llit inferior en via navegable que connectés el barri i les seves indústries amb el port d'Hamburg, però només va realitzar-se parcialment. Les relacions complicades d'Hamburg amb Dinamarca fins al 1864 i amb Prússia després, van complicar el projecte transfronterer. Quan el 1880 la ciutat de Wandsbek, aleshores prussiana, va adherir-se a la Unió Duanera del Nord d'Alemanya, els empresaris van tornar a esperar la realització del projecte, però sigui per manca de finances, o perquè els empresaris hamburguesos no van voler facilitar la vida a la concurrència, no va fer-se res.
Des dels anys 1960 el riu va perdre el seu paper econòmic, tant pel transport com per accionar molins. Al 2010, la ciutat d'Hamburg va fer realitzar un pla director per a connectar tots els espais verds des del Kuhmühlenteich fins a la frontera amb Slesvig-Holstein en un parc urbà oblong. El riu també va ser adoptat pels joves de l'associació per a la protecció de la natura NABU al marc del projecte Bachpaten (trad.: «padrins de riu»).
L'etimologia del nom Wandse no és gaire unívoca. Una primera teoria parla d'una arrel eslava que voldria dir «serpent gras», una segona invoca un patronímic «rierol d'en Wanto», una tercera, més probable, explica el nom com wand (frontera), com que el riu fa de frontera entre els nuclis de Wandsbek i Barmbek. Segons Anke Meyer, aquesta darrera teoria és la més probable. L'altre nom Eilbek prové del baix alemany Ihlenbek o riu de les sangoneres que s'hi pescaven per a usos medicinals.

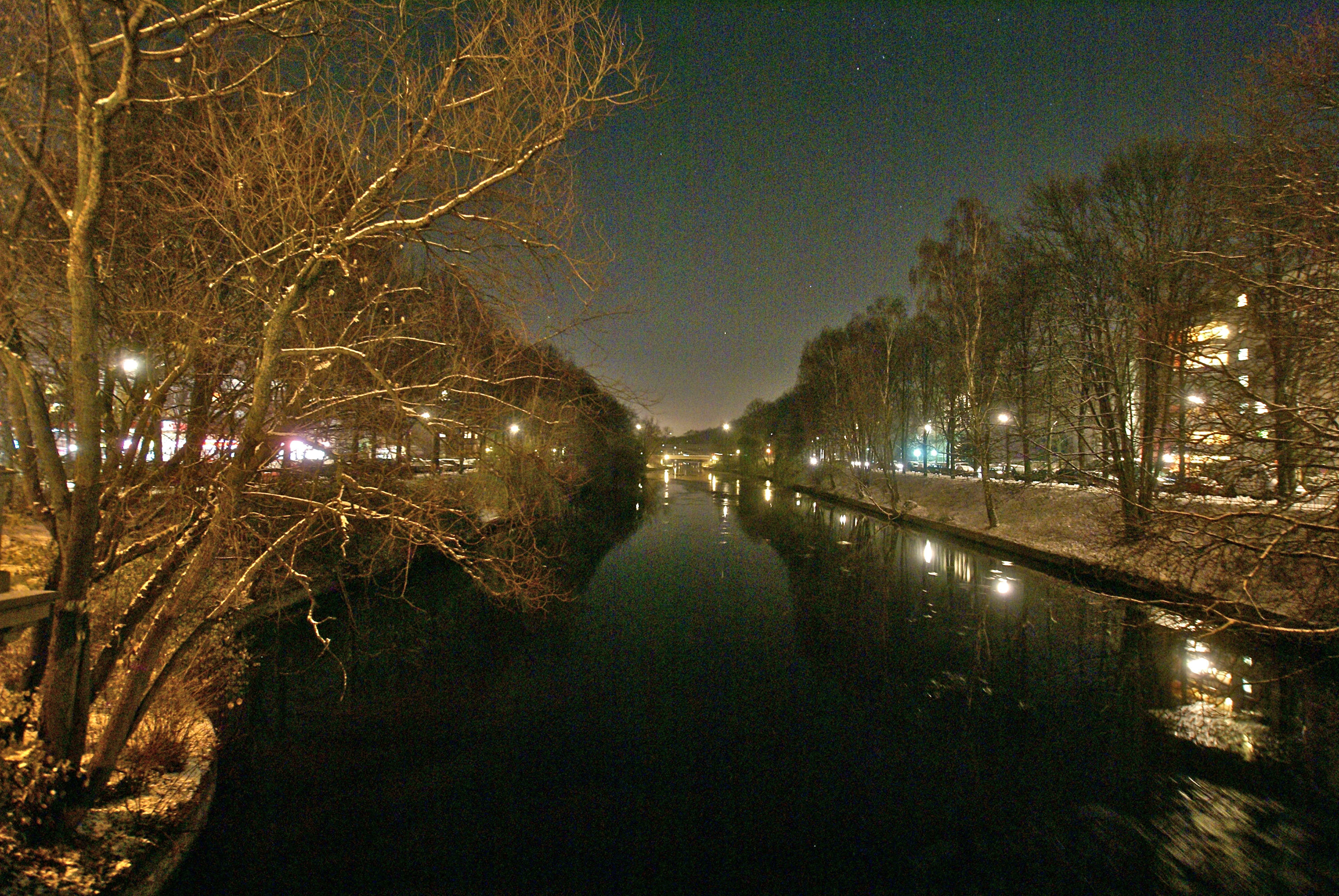
El Wandse canalitzat com Mundsburger Kanal, de nit
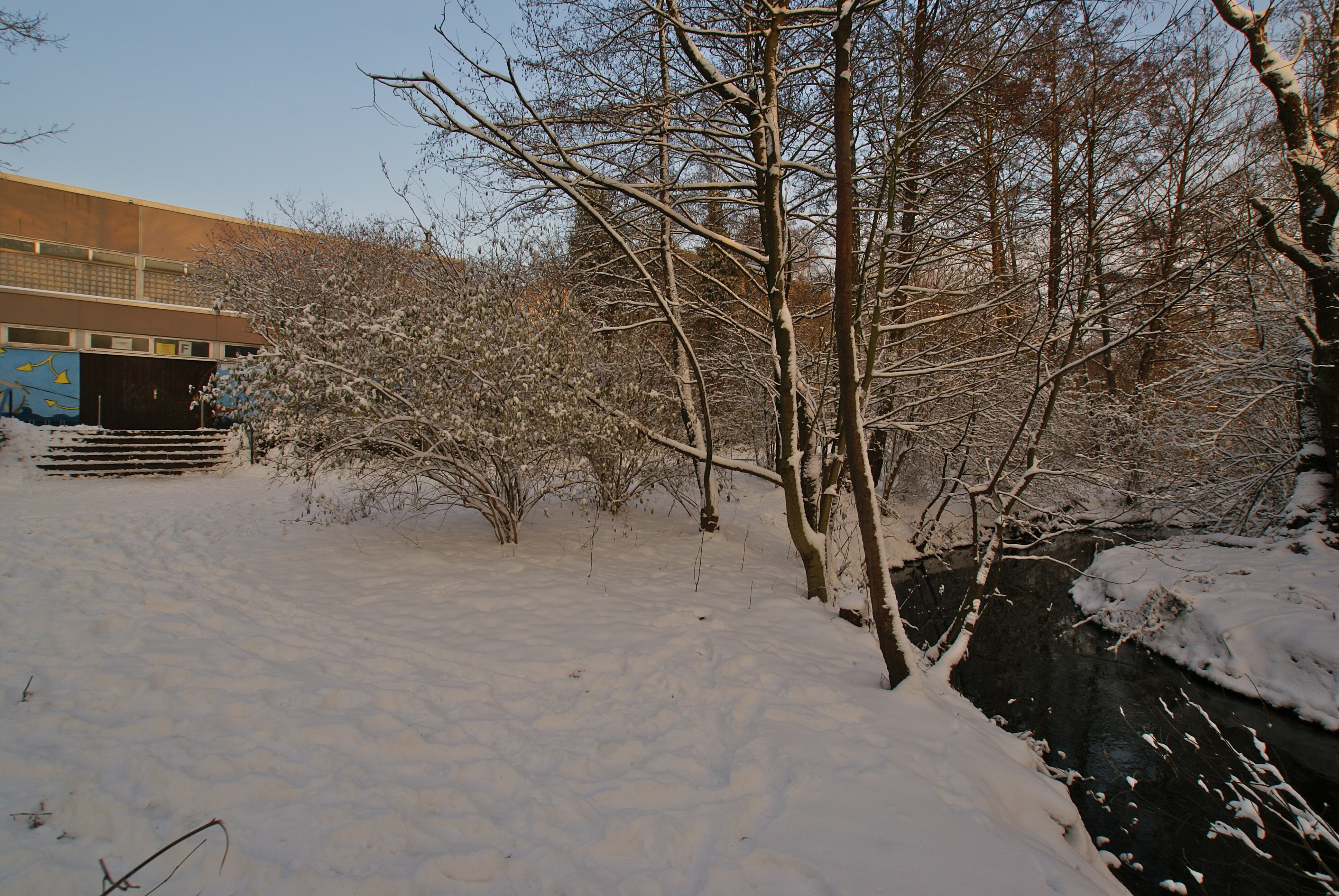
El Wandse a prop de l'escola cooperativa de Tonndorf
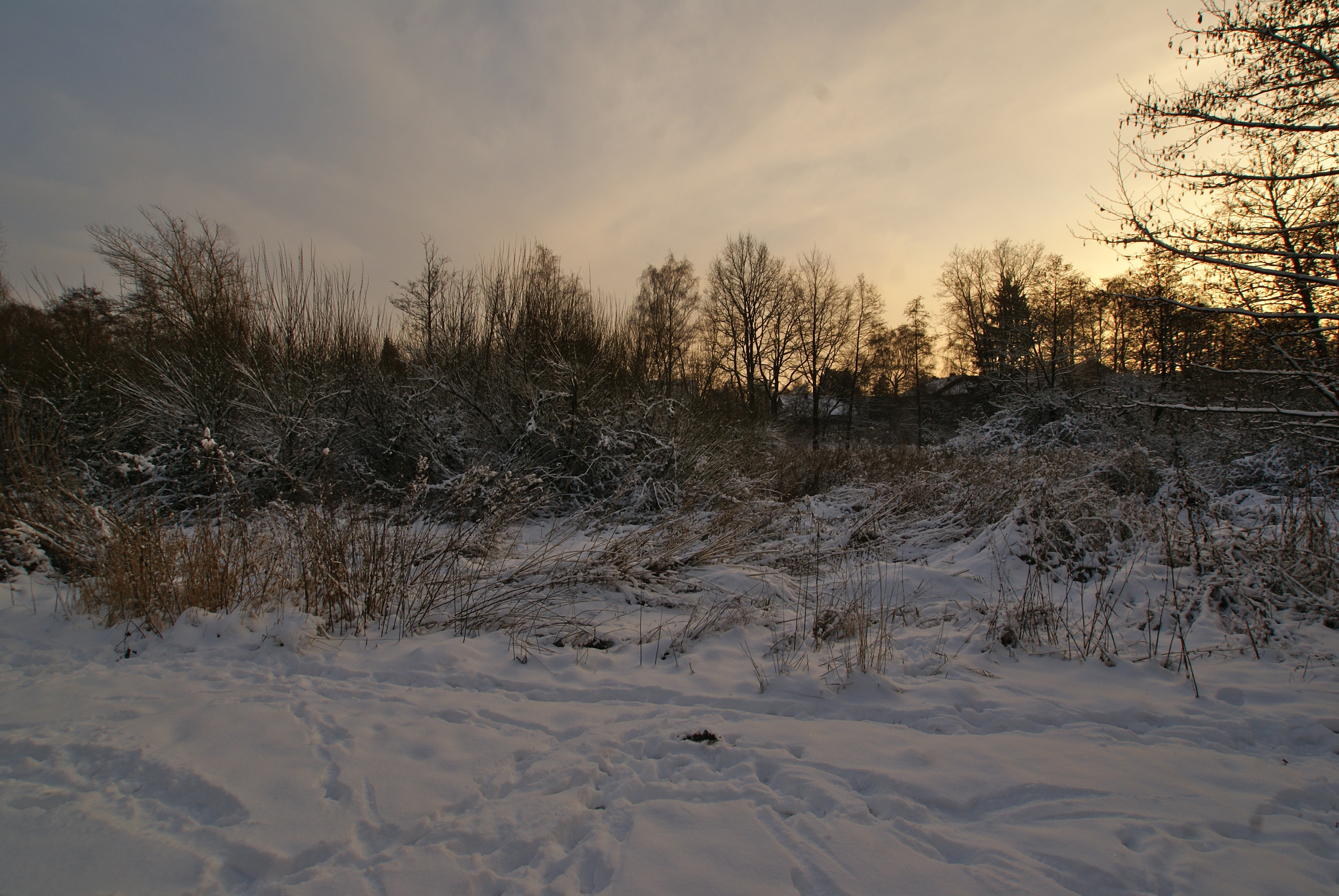
La vall del Wandse a Tonndorf
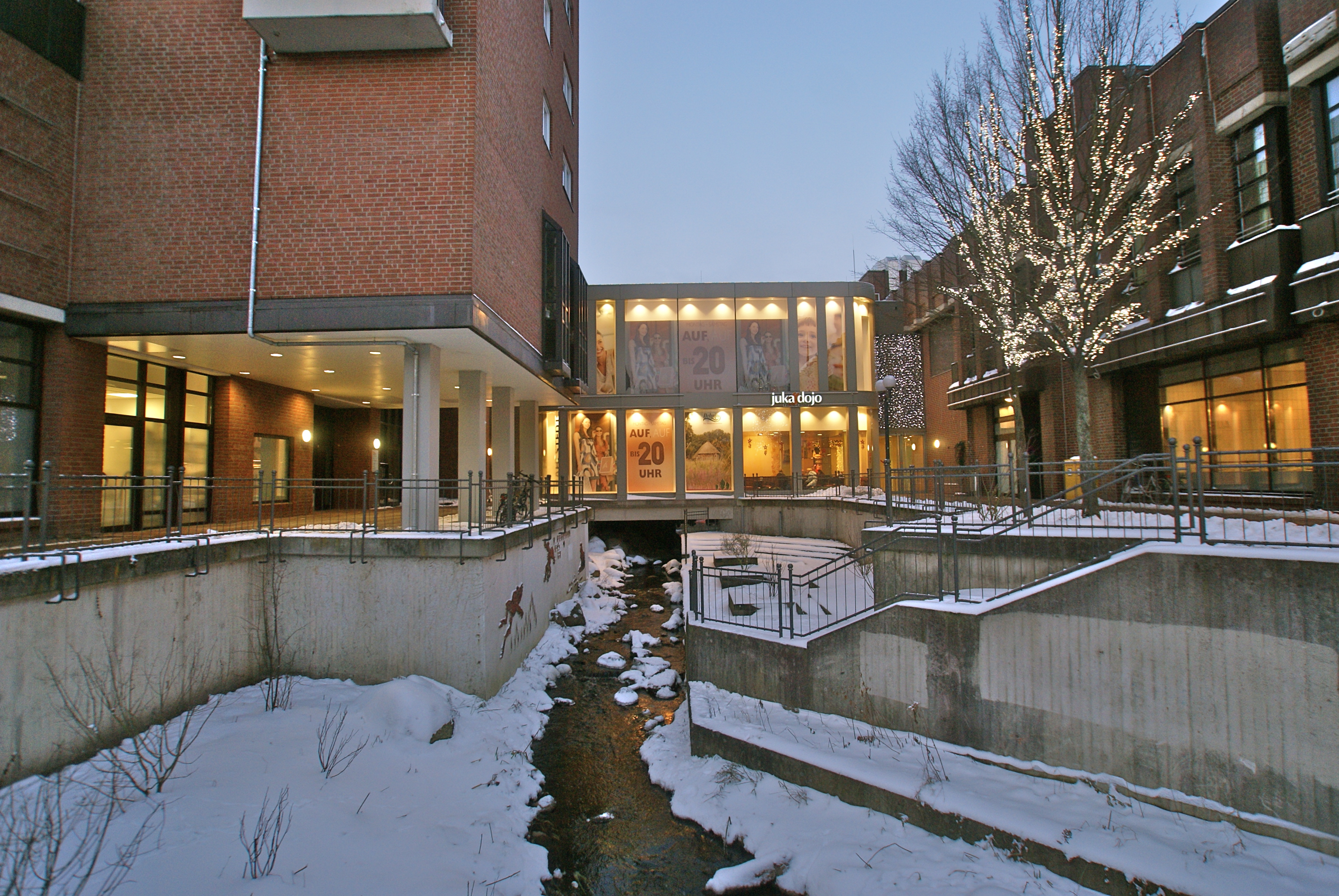
El Wandse passa davall el centre comercial Rahlstedt Arcaden

## Molins
Al llarg del temps, vuit molins van construir-se als marges del Wandse: Rahlstedter Mühle, Loher Mühle, Pulverhofmühle, Ölmühle, Eichtalmühle, Holzmühle o Helbingmühle, Rantzaumühle i el Kuhmühle.

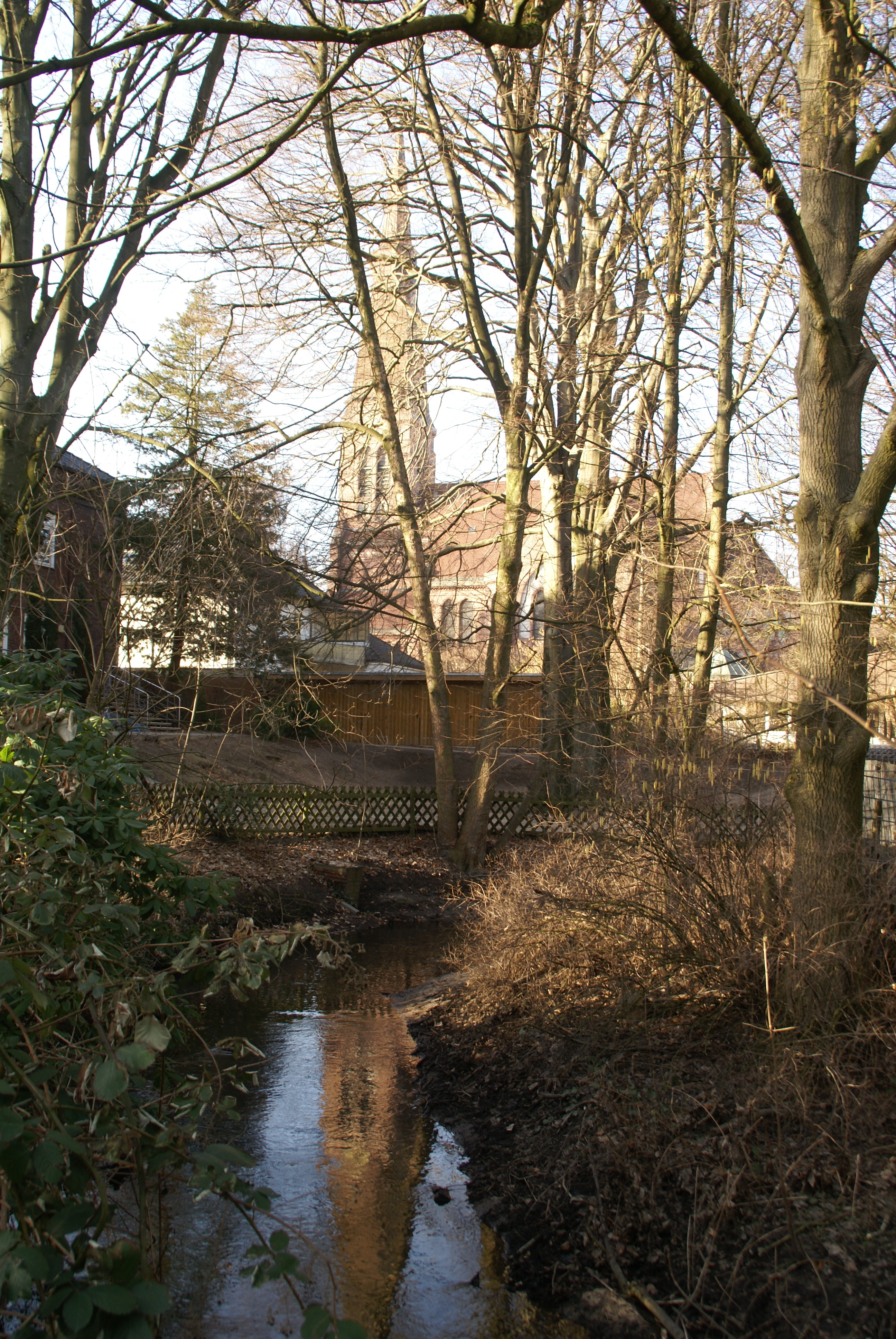
El Wandse a prop de l'església de la Santa Creu a Wandsbek
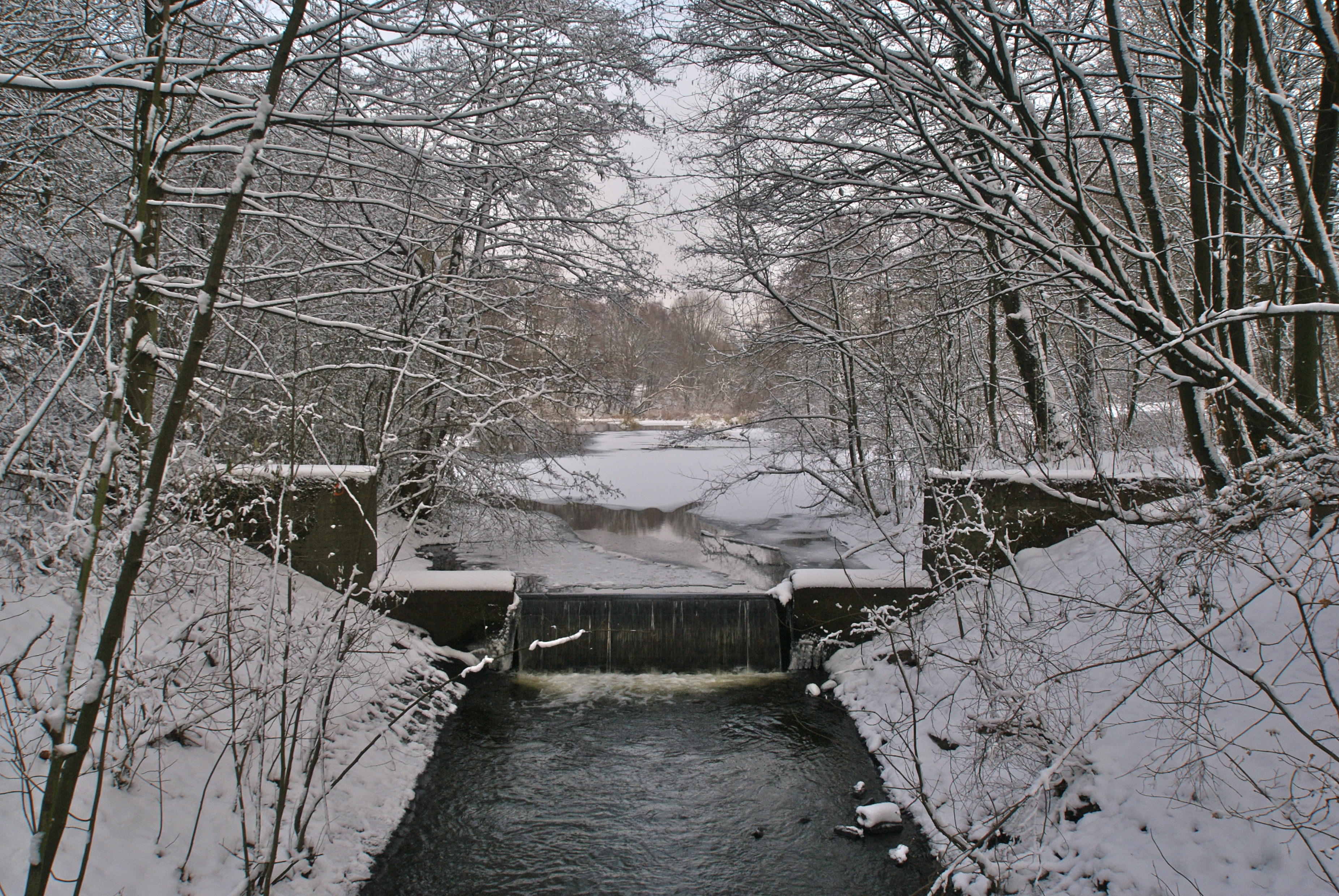
Estany del molí desaparegut Pulverhof
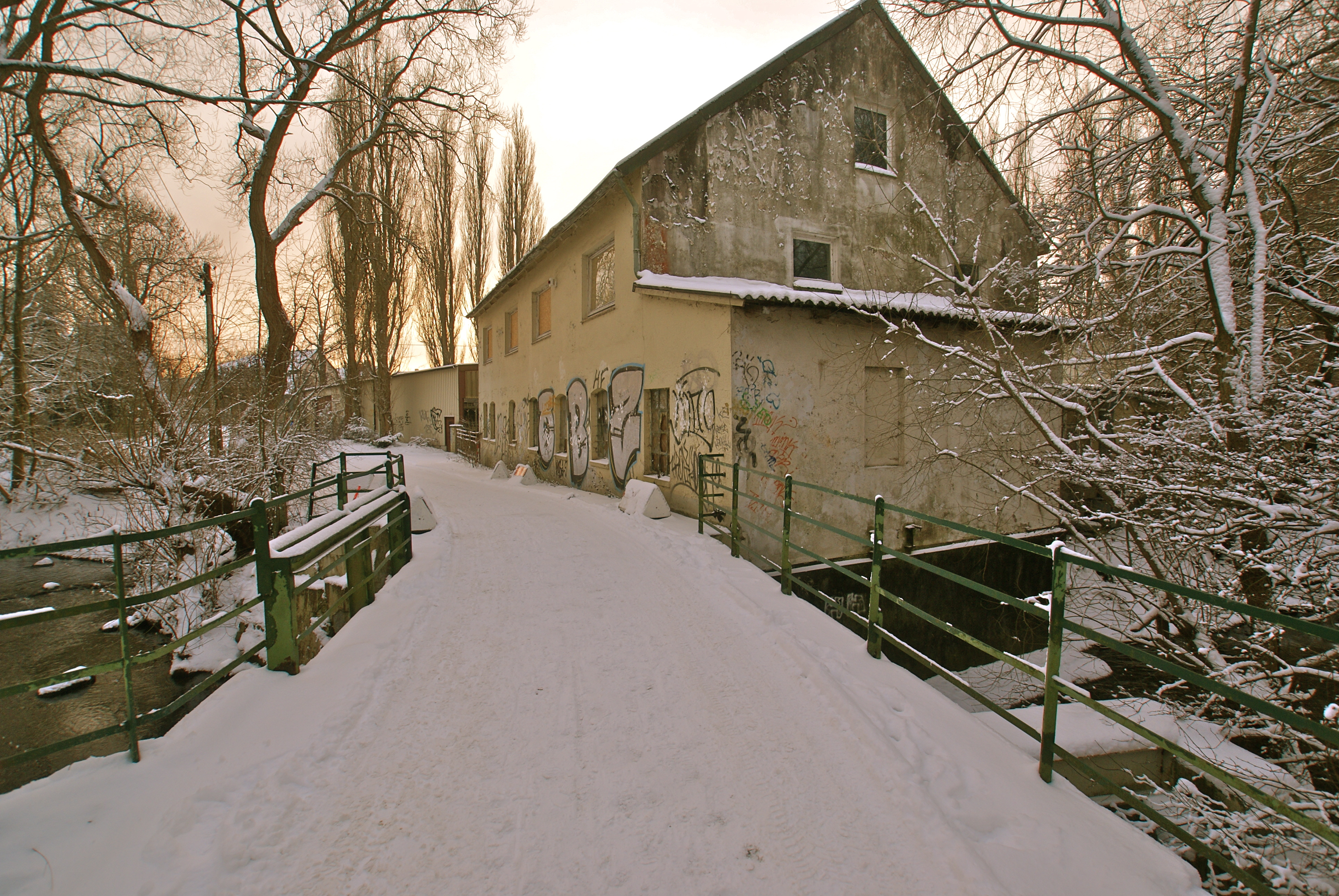
La fàbrica de laca Arostal al carrer Wandseredder al lloc de l'antic molí "Loher Mühle"
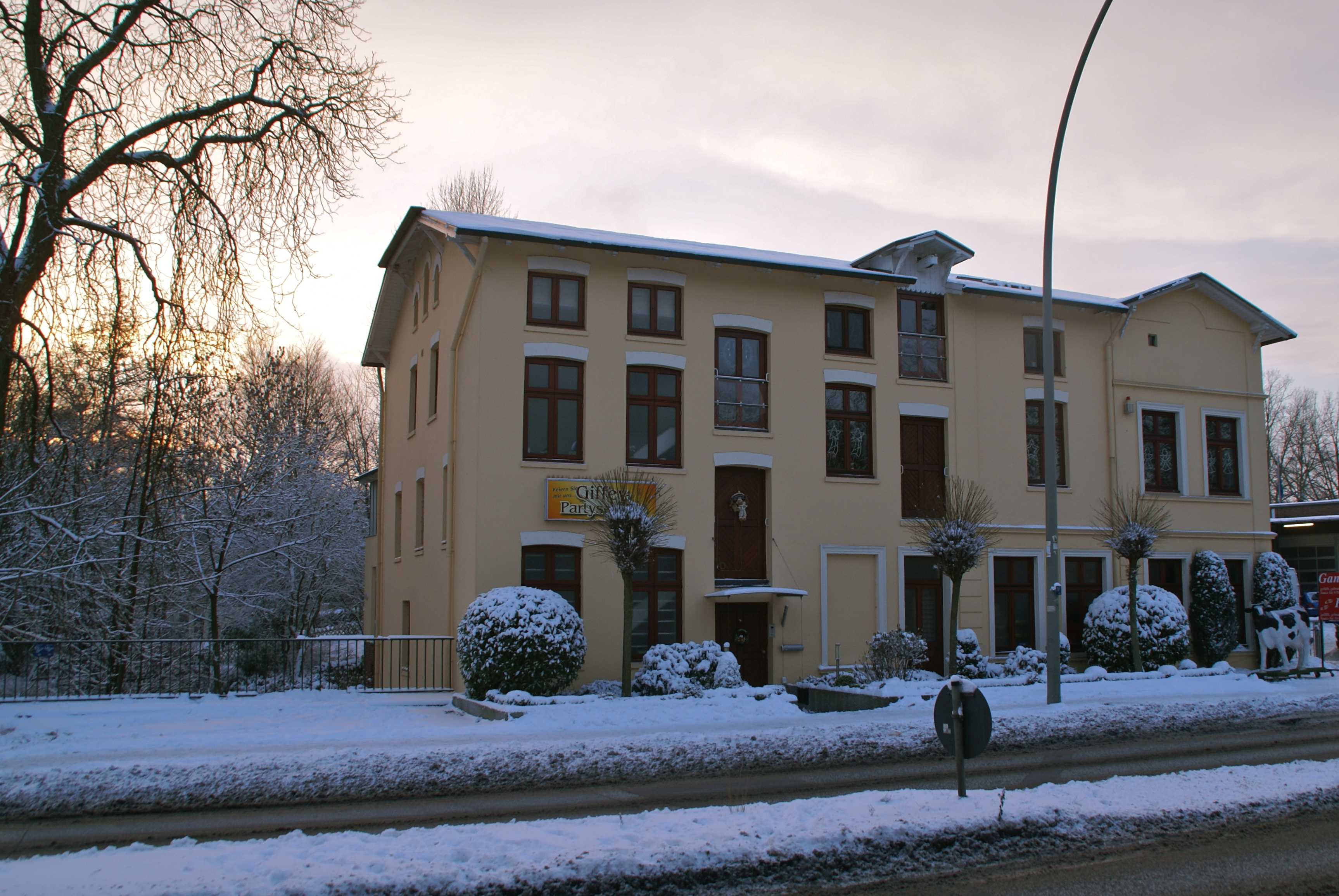
L'antic molí a Rahlstedt

## Afluents
- Schürbek (terraplenat el 1854)
- Schulenbek (terraplenat després de 1899)
- Bültenhorstbek
- Fleischbek
- Fleischgaffelgraben
- Wiggersbach
- Dänenbek
- Braaker Au
- Neurahlstedter Graben
- Stellau
- Oldenfelder Graben
- Berner Au

1. Klosterwiesengraben
2. Deepenwiesengraben
3. Diekkampgraben
  1. Saselheidergraben
    1. Kampgraben
4. Deepenhorngraben
5. Karlshöher Graben
6. Wellingsbütteler Grenzgraben

- Rahlau
- Gehölzgraben